# ハンス・オスター

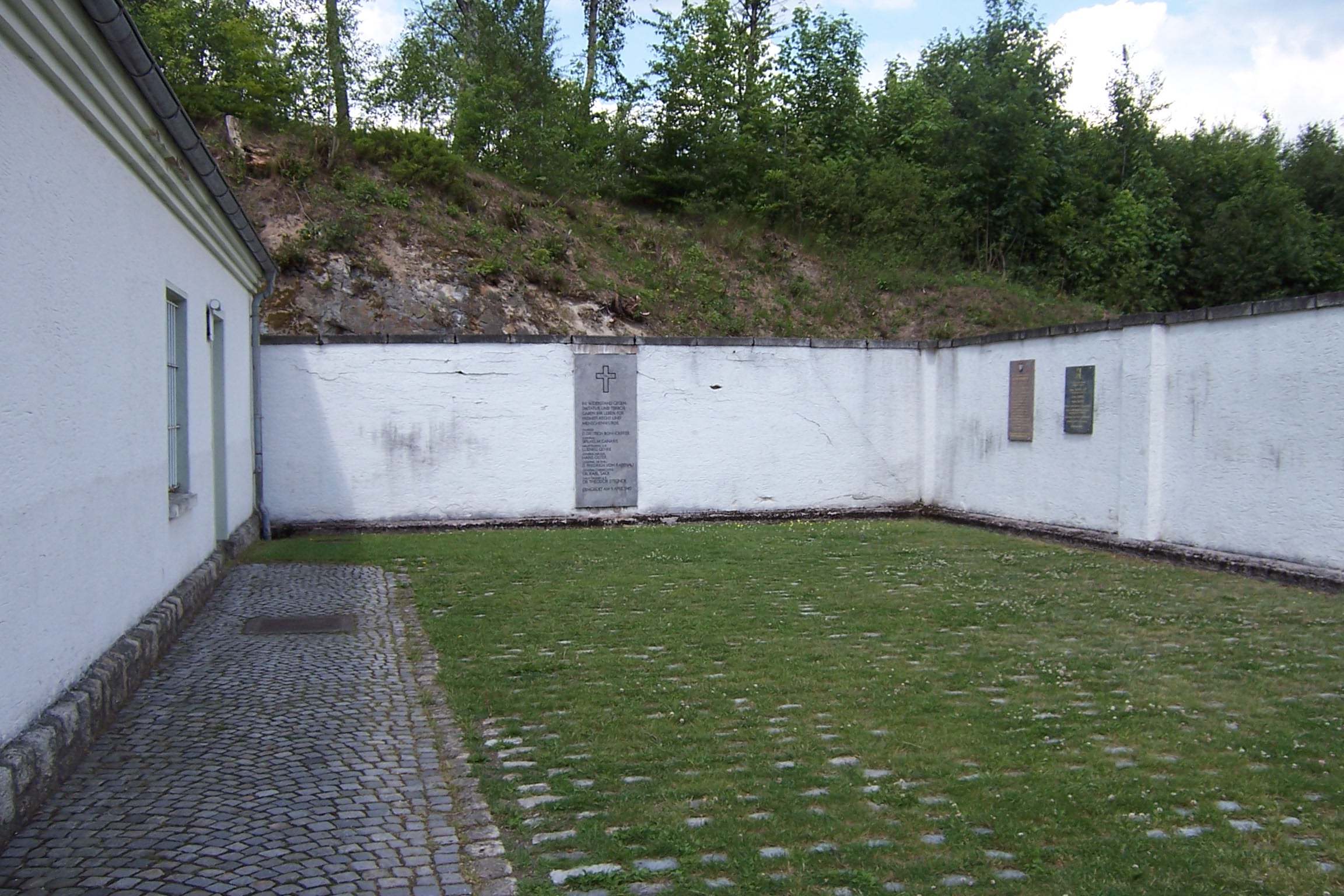
オスターらが処刑されたフロッセンビュルク強制収容所の中庭

ハンス・パウル・オスター（ドイツ語: Hans Paul Oster, 1887年8月9日 - 1945年4月9日）は、ドイツの軍人。最終階級は陸軍少将。ヒトラー暗殺計画に参加して処刑された。

## 経歴
オスターはプロテスタント牧師の家庭にドレスデンに生まれた。1907年のアビトゥーア合格後、職業軍人への道を進む。参謀将校となり、第一次世界大戦に従軍。1929年に少佐に昇進する。しかし、1932年に同僚の妻との関係を理由に退役に追い込まれた。
1935年、国防軍防諜局の新局長となったヴィルヘルム・カナリスは、オスターを中央部（人事・財政担当）の部長として招聘した。カナリスとオスターはともに保守派であり、ナチスに対する反感という点で共通していた。オスターは当初はナチスを歓迎していたものの、君主制を重視するオスターに対して、寧ろ君主制をないがしろにするナチスに反感を抱き、長いナイフの夜にて、軍人が複数処刑されたのを契機として反ナチスに転じる。1938年のズデーテン危機に際してのクーデター計画では、オスターは重要な役割を負っていたが、イギリス・フランスがミュンヘン会談でドイツに譲歩してズデーテン地方の割譲を認め、ドイツ内政でのヒトラーの立場を強める結果となったため、クーデター計画は中止になった。
第二次世界大戦中、オスターはカナリスのために、ドイツ国防軍内の反ナチス抵抗運動参加者同士の連絡係となった。1940年はじめにドイツが西方諸国への侵攻作戦を計画していた際、オスターは友人のオランダ駐独武官ベルト・サスにドイツ軍のオランダ侵略計画を伝えた。この行動は「独裁者への抵抗運動はどこまでが許されるのか」と戦後も議論の対象となったが、オスター自身は「人は自分を祖国の裏切り者というだろう。しかし真実は違う。ヒトラーに追随する多くのドイツ人たちよりも、私は愛国者だ。世界をこのペストから救うのが、私の計画であり義務である」とその動機をサスに説明している。
1943年4月、計画参加者の一人ハンス・フォン・ドホナーニが防諜局でゲシュタポに逮捕された際、ドホナーニが隠滅しようとした証拠書類をゲシュタポから隠そうとしたため関係を疑われ、自宅軟禁となった。数日後、防諜局を退職させられた。クーデター計画でもっとも活動的で実行役の中心人物だったオスターの脱落は、クーデター派にとって大きな打撃となったと計画参加者の数少ない生き残りであるファビアン・フォン・シュラーブレンドルフは回想している。
1944年7月20日のヒトラー暗殺未遂事件の翌日、オスターは逮捕された。計画成功の暁には、オスターは軍事裁判所総裁への就任が予定されていた。ドイツ降伏直前の1945年4月、ディートリヒ・ボンヘッファー、カナリスと共に収容先のフロッセンビュルク強制収容所で死刑判決を受け、4月9日朝に絞首刑となった。処刑の際、親衛隊員はオスターらを嘲るため全裸にして絞首台に向かわせた。

## 人物
頭脳明晰ではあったが、直情的なところがあり、口が軽く慎重さに欠けるところがあったという。クーデターの計画書をむき出しのまま、ルートヴィヒ・ベック上級大将に提出することもあった。

## 家族
オスターはブレーメンの繊維工場主の娘と結婚して三児をもうけた。息子の一人アヒム・オスターはドイツ連邦軍少将となった。